# Weißbart-Stummelaffe
Der Weißbart- oder Bären-Stummelaffe (Colobus polykomos) ist eine Primatenart aus der Gruppe der Stummelaffen (Colobini).

## Merkmale
Weißbart-Stummelaffen sind wie alle Stummelaffen schlanke, langschwänzige Primaten mit rückgebildetem Daumen. Das Fell ist überwiegend schwarz gefärbt, lediglich die Backenhaare und die Brust sind weiß. Der Schwanz ist ebenfalls gänzlich weiß und hat im Gegensatz zu anderen Vertretern der Schwarz-weißen Stummelaffen keine Quaste.

## Verbreitung und Lebensraum
Weißbart-Stummelaffen sind im westlichen Afrika beheimatet, ihr Verbreitungsgebiet erstreckt sich von Gambia bis zur Elfenbeinküste. Ihr Lebensraum sind Wälder.

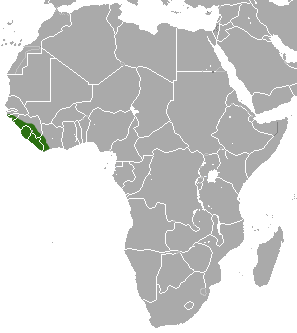
Verbreitungskarte des Weißbart-Stummelaffen

## Lebensweise
Diese Primaten sind tagaktive Baumbewohner, die sich meist im Kronendach aufhalten und selten auf den Boden kommen. Sie leben in kleinen Gruppen, die sich aus einem Männchen (manchmal auch mehr), etwa drei bis vier Weibchen und dem gemeinsamen Nachwuchs zusammensetzen. Es sind territoriale Tiere, zwar überlappen sich die Reviere zum Teil, einzelne Gruppen gehen einander aber aus dem Weg. Lautes Brüllen der Männchen am Morgen weist die anderen Gruppen auf den Aufenthaltsort hin. Begegnen sich zwei Gruppen dennoch, kommt es zwischen den jeweiligen Männchen zu aggressivem Verhalten, das mit Gesten, lautem Brüllen und auch mit 
körperlichen Auseinandersetzungen ausgetragen wird.
Weißbart-Stummelaffen nehmen vorwiegend Blätter zu sich, daneben fressen sie auch Früchte und Samen. Ein mehrkammeriger Magen hilft ihnen bei der Verwertung der schwer verdaulichen Blätternahrung.
Nach einer knapp sechsmonatigen Tragzeit bringt das Weibchen meist ein einzelnes Jungtier zur Welt. Dieses ist zunächst weiß gefärbt, und nicht nur die Mutter, sondern auch die anderen Weibchen der Gruppe kümmern sich darum.

## Bedrohung
Wie viele andere Bewohner der westafrikanischen Wälder leiden die Weißbart-Stummelaffen an der fortschreitenden Zerstörung und Verkleinerung ihres Lebensraums. Die IUCN listet die Art zwar als gering gefährdet, gibt aber an, dass diese Einschätzung veraltet ist.
Im Duisburger Zoo werden einige Tiere gehalten, der Zoo verwaltet auch das Zuchtbuch, in dem der Weltzoobestand gepflegt wird.